# Кейп-Мадж 10
Кейп-Мадж 10 (англ. Cape Mudge 10) — індіанська резервація в Канаді, у провінції Британська Колумбія, у межах регіонального округу Страткона.

## Населення
За даними перепису 2016 року, індіанська резервація нараховувала 147 осіб, показавши зростання на 2,8%, порівняно з 2011 роком. Середня густина населення становила 29,7 осіб/км².
З офіційних мов обидвома одночасно не володів жоден з жителів, тільки англійською — 145.
Працездатне населення становило 62,5% усього населення, рівень безробіття — 20%.

## Клімат
Середня річна температура становить 9,2°C, середня максимальна – 17,7°C, а середня мінімальна – -0,2°C. Середня річна кількість опадів – 1 453 мм.
| Клімат поселення                              | Клімат поселення | Клімат поселення | Клімат поселення | Клімат поселення | Клімат поселення | Клімат поселення | Клімат поселення | Клімат поселення | Клімат поселення | Клімат поселення | Клімат поселення | Клімат поселення | Клімат поселення |
| Показник                                      | Січ.             | Лют.             | Бер.             | Квіт.            | Трав.            | Черв.            | Лип.             | Серп.            | Вер.             | Жовт.            | Лист.            | Груд.            |                  |
| Середній максимум, °C                         | 7,97             | 8,94             | 9,72             | 12,12            | 15,00            | 17,60            | 17,10            | 17,67            | 15,59            | 11,66            | 8,28             | 6,28             |                  |
| Середня температура, °C                       | 3,87             | 4,83             | 5,63             | 8,03             | 10,90            | 13,48            | 14,98            | 15,55            | 13,47            | 9,56             | 6,16             | 4,16             |                  |
| Середній мінімум, °C                          | −0,24            | 0,71             | 1,53             | 3,91             | 6,79             | 9,38             | 12,88            | 13,46            | 11,36            | 7,44             | 4,05             | 2,07             |                  |
| Норма опадів, мм                              | 207              | 139              | 131              | 88               | 65               | 60               | 40               | 46               | 57               | 165              | 235              | 220              |                  |
| Середньомісячна швидкість вітру, м/с          | 3.30             | 3.14             | 3.36             | 3.36             | 3.26             | 3.30             | 3.22             | 2.91             | 2.75             | 3.01             | 3.44             | 3.30             |                  |
| Середньомісячна сонячна радіація, кДж/м²·день | 2835             | 5490             | 9723             | 14674            | 18640            | 19947            | 20541            | 17592            | 12580            | 6732             | 3319             | 2214             |                  |
| --------------------------------------------- | ---------------- | ---------------- | ---------------- | ---------------- | ---------------- | ---------------- | ---------------- | ---------------- | ---------------- | ---------------- | ---------------- | ---------------- | ---------------- |
| Джерело:                                      |                  |                  |                  |                  |                  |                  |                  |                  |                  |                  |                  |                  |                  |